# Vlkov, České Budějovice
Vlkov là một làng thuộc huyện České Budějovice, vùng Jihočeský, Cộng hòa Séc.